# Bayerischer Reichskreis

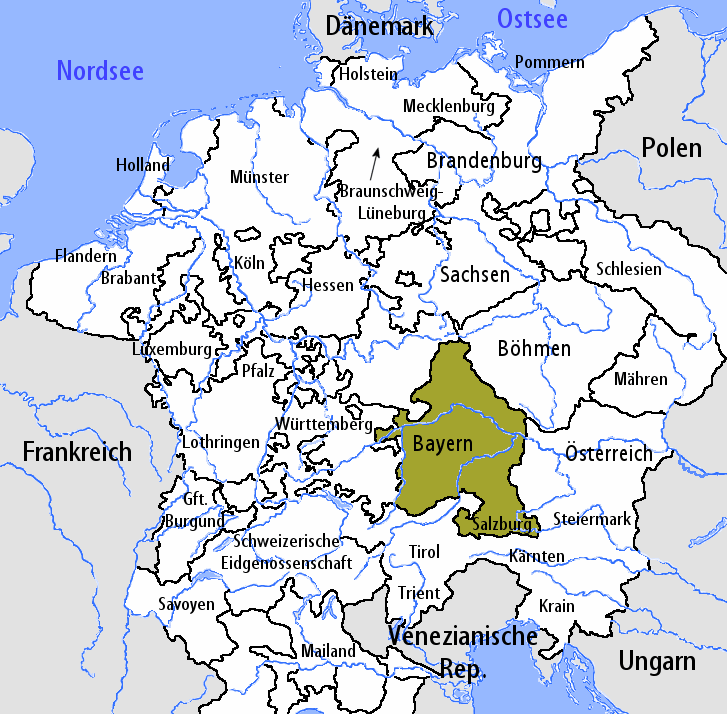
Der Bayerische Reichskreis (oliv) auf einer Kreiskarte des Reiches, Stand etwa 1630

Der Bayerische Reichskreis (zeitgenössisch als Bairischer Kreis bezeichnet) ist einer von zunächst sechs, später zehn Reichskreisen, in die König Maximilian I. ab 1500 die meisten Territorien des Heiligen Römischen Reiches einteilte. Der Kreis bestand bis 1806.

## Geographie
Der Bayerische Reichskreis umfasste im Wesentlichen das heute Altbayern genannte Gebiet (seit 1628 inklusive der Oberpfalz) mit dem  Innviertel sowie das Salzburger Land. Verglichen mit anderen Reichskreisen war der Bayerische Reichskreis ein weitgehend geschlossenes Gebiet, mit dem Herzogtum Bayern und dem Erzstift Salzburg als führenden Mächten.

## Geschichte
Bereits König Sigismund hatte 1415 in Konstanz einen ersten Kreisentwurf unterbreitet, der vier Bezirke (Rheinland, Schwaben, Franken sowie Mitteldeutschland) mit je einem Kreishauptmann und gegenseitiger Beistandspflicht vorsah. Auf dem Augsburger Reichstag von 1500 wurde unter König Maximilian I. dann zur Durchführung der Reichsexekution gegen Landfriedensbrecher wie auch zur Vollstreckung der Reichskammergerichtsurteile eine Reichsexekutionsordnung geschaffen und dazu das Reich in sechs Kreise aufgeteilt, zu denen auch der damit gegründete Bayerische Reichskreis gehörte. Nicht zum Bayerischen Reichskreis zählte am Anfang die kurpfälzische Oberpfalz, die zum Kurrheinischen Kreis gezählt wurde. Die Oberpfalz kam erst zum Reichskreis, als das Herzogtum Bayern mit der Übertragung der Pfälzer Kur an Maximilian I. 1623/28 selbst zum Kurfürstentum aufgestiegen war. Bereits 1602 war die Herrschaft Degenberg an das Herzogtum Bayern gefallen. Um die Mitte des 17. Jahrhunderts kamen dann noch einige neue weltliche Stände hinzu.
Für das Herzogtum Bayern spielte der zugehörige Reichskreis im Verhältnis mit den zum Teil territorial eingestreuten und benachbarten Reichsständen eine wichtige Rolle. Obwohl das Herzogtum Bayern im Kreis stets die dominierende Macht blieb, der neben dem mit Salzburg alternierenden Direktorium auch die Münzaufsicht und das Amt des Kreisobristen zustanden, behielt die Kreisorganisation während der Zeit ihres Bestehens ihre überterritoriale Funktion. Der Kreis bot so bis zum Reichsdeputationshauptschluss 1803 nicht nur Schutz in einem nicht immer spannungsfreien Verhältnis der bayerischen Wittelsbacher zu der von ihrem Landesterritorium umschlossenen Reichsstadt Regensburg, der seit 1663 als Ort des Immerwährenden Reichstags und Sitz des Prinzipalkommissars sowie europäischer Diplomaten von Rang ein besonderer symbolischer Stellenwert für den Reichsverband zugewachsen war. Der Kreis stabilisierte auch die Position des Hochstifts Freising, das aus bayerischer Sicht immer wieder besitzergreifend als „unsere pfarr“ bezeichnet wurde. Der Reichskreis schuf im Umkreis des Herzogtums die Grundlagen für die nicht nur verfassungsrechtlich bedeutsame nachbarliche Koexistenz mit dem Fürsterzbistum Salzburg, den Hochstiften Passau und Regensburg, der Fürstpropstei Berchtesgaden oder den kleineren weltlichen Herrschaften Ortenburg, Hohenwaldeck und Haag. Am Ende des 18. Jahrhunderts konnten die Wittelsbacher nach zahlreichen Territorialerwerbungen neun der zwanzig Stimmen im Konvent bündeln, was das Übergewicht des Herzogtums Bayern im Gremium weiter verstärkte. Mit der Säkularisation in Bayern 1803 und der Umwandlung des Erzstifts Salzburg in das Kurfürstentum Salzburg schwand die Bedeutung des Reichskreises. Die endgültige Auflösung kam mit dem Ende des Heiligen Römischen Reichs am 6. August 1806 mit der Niederlegung der Reichskrone durch Kaiser Franz II.

## Reichsstände des Kreises
Zum Reichskreis zählten nach der Kreiseinteilung von 1521/1532 nur 21 Reichsstände, davon zwölf geistliche Fürsten bzw. Prälaten, nämlich der Erzbischof von Salzburg, die Bischöfe von Passau, Freising, Regensburg und Chiemsee, der Propst zu Berchtesgaden, die Äbte zu Waldsassen, Rott am Inn, Kaisheim und St. Emmeram sowie die Äbtissinnen vom Niedermünster und Obermünster in Regensburg. Acht weltliche Fürsten, Grafen und Herren, im Einzelnen die Herzöge von Bayern, die Herzöge von Pfalz-Neuburg und die Landgrafen von Leuchtenberg, die Grafen von Haag, Ortenberg (Ortenburg), Freiherren zu Stauff und Ehrenfels, die Herren von Degenberg, von Wolfstein als Freiherrn zu Ober-Sulzbürg (und Pyrbaum). Einzige Reichsstadt im Gebiet des Kreises war Regensburg, immerhin Sitz des Immerwährenden Reichstags.
Schon bald wurde die Reichsunmittelbarkeit des Hochstifts Chiemsee vom Salzburger Erzbischof und der Abtei Rott am Inn vom bayerischen Herzog erfolgreich bestritten. Dagegen kam 1559 die Herrschaft Hohen-Waldeck als neuer Reichs- und Kreisstand hinzu. Erfolgreich hatte der Kurfürst von der Pfalz erreicht, dass sein Besitz in Nordbayern, die Obere Pfalz nicht zum Bayerischen Kreis, sondern – entsprechend dem personalen Charakter der Standschaft und trotz der geografischen Entlegenheit – wie der sonstige kurfürstliche Herrschaftsbereich zum Kurrheinischen Kreis zählte. Ebenso gelang es ihm, die am Nordrande der Oberpfalz gelegene Abtei Waldsassen seiner Vogtei zu unterwerfen und somit auch dem bayrischen Kreis zu entfremden. Nach der Niederlage des Kurfürsten Friedrichs V. in der Schlacht am Weißen Berg bei Prag am 8. November 1620 fiel die Oberpfalz allerdings an das Herzogtum Bayern und wurde rekatholisiert.
Um die Mitte des 17. Jahrhunderts kamen einige neue Stände hinzu, so die Herrschaften Breiteneck (Graf Tilly) und Störnstein (Fürst Lobkowitz). Auch die wittelsbachische Nebenlinie Pfalz-Sulzbach gelangte 1656 zu eigener Landeshoheit und – wenn auch erst 1697 – zu Sitz und Stimme nicht nur auf dem Reichstag, sondern auch im bayrischen Kreistag.
Da es die bayrischen Herzöge verstanden, sich für den Fall des Aussterbens anderer, reichsunmittelbarer Adelsgeschlechter den Heimfall von deren Lehen bzw. Anwartschaftsrechte zu sichern, führte der Kurfürst von Bayern schließlich neun der zwölf weltlichen Kreisstimmen (siehe unten). Die Abteien Rott, Waldsassen, Niederaltaich, Benediktbeuern, Ebersberg, Steingaden und Tegernsee versuchten noch im 18. Jahrhundert vergeblich, die Reichsstandschaft oder zumindest die Kreisstandschaft zu erlangen. Es gab auch vereinzelt freie Reichsritter, die keine Kreisstandschaft besaßen, etwa die Reichsfreiherren von Fraunhofen oder die Freudenberger.
Gegen Ende des Reiches (1792) umfasste der Kreis die folgenden Territorien.
Geistliche Bank
- Erzstift Salzburg
- Hochstift Passau
- Hochstift Freising
- Hochstift Regensburg
- Fürstpropstei Berchtesgaden
- Fürstabtei Sankt Emmeram (Regensburg)
- Reichsabtei Waldsassen
- Reichsabtei Niedermünster (Regensburg)
- Reichsabtei Obermünster (Regensburg)

Weltliche Bank
- Herzogtum Bayern; Inhaber Pfalz-Sulzbach ab 1777
- Herzogtum Pfalz-Neuburg; Inhaber Pfalz-Sulzbach ab 1742
- Herzogtum Pfalz-Sulzbach
- Gefürstete Landgrafschaft Leuchtenberg; Inhaber Bayern (wieder) ab 1714
- Gefürstete Grafschaft Störnstein; Inhaber Lobkowitz
- Grafschaft Haag; Inhaber Bayern ab 1567
- Grafschaft Ortenburg
- Herrschaft Ehrenfels; Inhaber Pfalz-Neuburg ab 1568
- Herrschaft Sulzbürg-Pyrbaum; Inhaber Bayern ab 1740
- Grafschaft Hohenwaldeck; Inhaber Bayern ab 1734
- Herrschaft Freudenberg; Inhaber Pfalz-Neuburg ab 1594
- Reichsgrafschaft Breitenegg; Inhaber Bayern ab 1792

Reichsstädte
- Reichsstadt Regensburg

## Organe

### Kreistag
Der Kreistag war das Beschluss- und Beratungsgremium der Mitglieder des Reichskreises. Er wurde durch die Kreisauschreibenden Fürsten einberufen. Nach der Kreiseinteilung von 1521/1532 waren neben Bayern und Salzburg nur noch 19 weitere Reichsstände im Bayerischen Reichskreis vertreten, darunter die Hochstifte Passau, Freising und Regensburg.

### Kreisausschreibamt
Das wichtigste Amt im Kreis war das Kreisausschreibamt, das Ort und Zeit sowie Beratungsgegenstand einer Allgemeinen oder Engeren Kreisversammlung festzusetzen und deren Einberufung über die Bankvorsitzenden zu veranlassen hatte. Die beiden ranghöchsten Stände, der Herzog von Bayern als weltlicher Fürst und der Erzbischof von Salzburg hatten gewohnheitsrechtlich die beiden gemeinschaftlich zustehende Funktion der Kreisausschreibenden Fürsten und formierten gemeinsam das Kreisausschreibamt als Kreisorgan. Der geistliche Fürst hatte dabei den ersten Rang, der weltliche die Macht (Mund und Feder). Im Innenverhältnis der beiden Fürsten gab es immer wieder Meinungsverschiedenheiten (vgl. Ochsenkrieg 1611), die sich dann auch gegenüber dem Kreis auswirkten. Die kreisausschreibenden Fürsten wurden außerdem vom Reichskammergericht und vom Reichshofrat mit Exekutionen ihrer Urteile beauftragt.

### Kreisobristen
Der Kreisobrist hatte sowohl zivile als auch militärische Aufgaben. Die Bedeutung im bayerischen Reichskreis war beschränkt. 1531 wurde Herzog Ludwig von Bayern erster Feldhauptmann des Kreises, dem Pfalzgraf Philipp von Neuburg folgte. Ab 1580 waren jeweils die Herzöge und Kurfürsten von Bayern auch Kreisobrist.

### Kreistruppen
Die Kreistruppen des bayerischen Reichskreises wurden im Wesentlichen vom Herzogtum Bayern und dem Erzstift Salzburg gestellt. Das Soll (Simplum) der Kontingente des Bayerischen Reichskreises in der Reichsarmee betrug 1681 800 Mann Kavallerie und 1.494 Mann Infanterie.